# Jacob Johann von Sievers
Le baron, puis comte Jacob Johann von Sievers (russifié en Яков Ефимович Сиверс; Jacob Efimovitch Sivers), né le 19 août 1731 (30 août dans le calendrier grégorien) à Wesenberg dans le gouvernement d'Estland (aujourd'hui Rakvere en Estonie), et mort le 23 juillet 1808 à Bauenhof près de Wolmar dans le gouvernement de Livonie, appartenant à l'Empire russe (aujourd'hui Baunu, près de Valmiera en Lettonie), est un aristocrate germano-balte qui fut réformateur, diplomate et homme d'État distingué sous le règne de Catherine II de Russie.

## Biographie
Jacob Johann von Sievers est l'aîné des treize enfants du baron Joachim von Sievers (1699-1770), lui-même fils du capitaine Joachim Johann von Sievers, venu du Holstein et fondateur de la branche des Sievers de Russie. C'est aussi le neveu du comte Karl von Sievers (1710-1774) qui fut grand maréchal de la cour impériale de Russie.
Il se rend à l'âge de douze ans auprès de son oncle à Saint-Pétersbourg pour parfaire son éducation. Il entre un an plus tard au collège des Affaires étrangères et en 1748 est envoyé à l'ambassade russe à Copenhague, tenue par le baron von Korff. De 1749 à 1755, il est secrétaire d'ambassade à Londres et il voyage avec le comte Tchernychev en Angleterre, en France et en Allemagne. Il est anglophile et s'inspirera des réformes agraires anglaises pour moderniser l'exploitation de ses terres plus tard. Il doit en 1756 se mettre au service de son pays dans la guerre de Sept Ans et il se hisse au fil des ans au rang de major-général sous les ordres du général-comte Apraxine (1702-1758). Il manque d'être tué à la bataille de Gross-Jägersdorf. Après avoir combattu à différentes batailles (en particulier à la bataille de Zorndorf et au siège de Kolberg), il entre à l'état-major du général-comte Wilhelm von Fermor (1704-1771), mais il est réformé pour raisons de santé en 1761. Il voyage avec son frère Peter pour prendre les eaux en Autriche et se soigner en Italie. Il met à profit ses voyages pour parfaire sa formation. Jacob von Sievers parle sept langues. Il retourne en Russie à la fin de 1762.
La Grande Catherine fait sa connaissance au cours d'un voyage d'inspection dans les provinces baltes, en 1764. Il fait partie de la suite des fonctionnaires qui l'escortent. Il est nommé gouverneur-général de Novgorod à l'issue de ce voyage, charge qu'il exerce, jusqu'en 1776, lorsqu'il est nommé gouverneur-général de Tver et de Novgorod, jusqu'en 1781. Il échange des courriers officiels avec l'impératrice sur l'organisation de ces territoires, qui étaient en piteux état ; il s'intéresse, en particulier, au problème de l'eau, à la nécessité de moderniser les chantiers navals, ainsi qu'au domaine de l'agriculture et de la sylviculture. Ses propositions sont prises en compte, lorsque des réformes administratives postérieures sont mises en place. Il s'intéresse aussi à l'exploitation de la tourbe et du charbon. Il veut faire de son gouvernement une région-modèle. Il réforme le système scolaire et introduit la culture de la pomme de terre, devenue si importante dans la Russie d'aujourd'hui. Il est aussi à l'initiative de l'abolition de la torture en 1767, en harmonie avec le mouvement général qui se développe dans les autres pays européens à la même époque. Catherine II s'inspire aussi de ses idées pour créer la première banque russe d'assignats à Saint-Pétersbourg.
Le baron von Sievers demande son congé en 1781 pour s'occuper de ses terres. Il est Landrat en Livonie, mais il est rappelé à de plus hautes fonctions officielles en 1792, lorsque l'impératrice le nomme ambassadeur en Pologne. Il s'occupe de représenter les intérêts de l'Empire lors de la seconde partition. Il est relevé en 1794. Paul Ier de Russie le nomme sénateur en 1796 et l'année suivante il est nommé chef du département des communications fluviales et à la tête de la commissions chargée des orphelinats. Il est élevé au titre de comte en 1798, ainsi que ses frères Peter et Karl Eberhard. Il prend sa retraite en 1800.
Il n'en continue pas moins de s'occuper du développement de régions délaissées, ainsi il fait venir dans la région de Minsk 2 500 paysans dans des villages dépeuplés et participe à l'organisation de l'université allemande de Dorpat. Il met en place un système de bourses qui sera effectif, jusqu'en 1917. De 1797 à sa mort, il est le second patron (jus patronatus) de l'église luthérienne allemande de Saint-Pétersbourg. Comme son frère, c'est un opposant à Napoléon, dont il redoute l'influence. Il meurt avant la campagne de Russie.
Jacob von Sievers était l'époux de sa cousine Elisabeth von Sievers qui lui donne trois filles, mais il s'en sépara, après le scandale de l'« affaire Poutiatine » ; son épouse étant devenue la maîtresse du prince Poutiatine (1749-1830).

## Décorations
- Ordre de Sainte-Anne, 26 janvier 1762
- Ordre de Saint-Alexandre-Nevski, 10 juillet 1775
- Ordre de Saint-Stanislas, 1793
- Ordre de Saint-André, août 1793
- Ordre de l'Aigle noir, conféré par Frédéric-Guillaume III de Prusse, le 7 octobre 1793
- Ordre de Saint-Vladimir de 1re classe, le 19 octobre 1793

## Source
- (de) Cet article est partiellement ou en totalité issu de l’article de Wikipédia en allemand intitulé « Jacob Johann von Sievers » (voir la liste des auteurs).